# AEGON Center

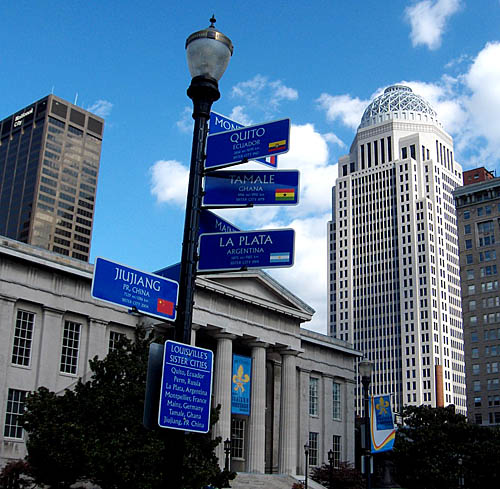
AEGON Center, en blanc, à droite.

Le AEGON Center est un gratte-ciel situé dans le quartier des affaires de Louisville, au 400 West Market Street. 
Ce bâtiment de 35 étages mesure 167 mètres de haut, ce qui en fait le plus haut gratte-ciel du Kentucky depuis 1993. Il avait alors détrôné le National City Tower (156 m) construit en 1972.
Il fut dessiné par les architectes John Burgee et Philip Johnson. Son nom initial était Capital Holding Center, puis Providian Center. Le building est reconnaissable par son dôme de style roman. Le bâtiment possède une surface de 58 868 m2 de bureaux et 1 745 m2 de commerces.